# Station Wysoczany
Station Wysoczany is een spoorwegstation in de Poolse plaats Wysoczany.